# Йельт, Эско
Эско Удеви Йельт (фин. Esko Udevi Hjelt, 24 марта 1914 — 25 июля 1941) — финский борец греко-римского стиля, призёр чемпионата Европы.

## Биография
Родился в 1914 году в Лапуа. В 1934, 1935, 1936, 1938 и 1939 годах становился чемпионом Финляндии. В 1935 году завоевал бронзовую медаль чемпионата Европы. В 1941 году погиб на Восточном фронте.